# أندريا بورسا
أندريا بورسا (بالإيطالية: Andrea Borsa)‏ هو لاعب كرة قدم إيطالي في مركز الدفاع، ولد في 21 يناير 1972 في روما في إيطاليا. لعب مع تيراتشينا كالشيو ونادي بيستويسي ونادي روما ونادي سبال.